# بليك واتسون
بليك واتسون هو لاعب هوكي الجليد كندي، ولد في 18 أكتوبر 1903، وتوفي في 19 مايو 1998.